# Taça de Portugal 1992/93
Die Taça de Portugal 1992/93 war die 53. Austragung des portugiesischen Pokalwettbewerbs. Er wurde vom portugiesischen Fußballverband ausgetragen. Pokalsieger wurde Benfica Lissabon, das sich im Finale gegen Titelverteidiger Boavista Porto durchsetzte. Benfica qualifizierte sich mit dem Sieg für den Europapokal der Pokalsieger 1993/94.
Alle Begegnungen wurden in einem Spiel ausgetragen. Bei unentschiedenem Ausgang wurde zur Ermittlung des Siegers eine Verlängerung gespielt. Stand danach kein Sieger fest, wurde das Spiel wiederholt, eventuell mit Verlängerung und Elfmeterschießen.

## Teilnehmende Teams
| Primeira Divisão (18) | Primeira Divisão (18) | Segunda Divisão de Honra (18) | Segunda Divisão de Honra (18) |
| --- | --- | --- | --- |
| - Belenenses Lissabon - Benfica Lissabon - SC Beira-Mar - Boavista Porto - Sporting Braga - GD Chaves - SC Espinho - GD Estoril Praia - FC Famalicão | - SC Farense - Gil Vicente FC - Marítimo Funchal - FC Paços de Ferreira - FC Porto - SC Salgueiros - Sporting Lissabon - FC Tirsense - Vitória Guimarães | - Académica de Coimbra - Amora FC - Benfica e Castelo Branco - SC Campomaiorense - Desportivo Aves - CF Estrela Amadora - CD Feirense - FC Felgueiras - Leixões SC | - Louletano DC - Nacional Funchal - AD Ovarense - FC Penafiel - Rio Ave FC - Vitória Setúbal - União Leiria - União Madeira - SC União Torreense |
| Segunda Divisão B (53) | | | |
| - Académico de Viseu FC - RD Águeda - FC Alverca - Anadia FC - Atlético CP - FC Barreirense - Caldas SC - O Elvas CAD - Ermesinde SC - AD Esposende - CF Esperança Lagos - AD Fafe - SL Fanhões - CD Fátima | - SC Freamunde - AD Guarda - FC Infesta - Juventude Évora - Leça FC - AD Lousada - CD Lousanense - Lusitânia Lourosa - Lusitano GC Évora - Lusitano VRSA - FC Maia - AC Malveira - FC Marco | - AC Marinhense - GD Mealhada - UR Mirense - CD Montijo - Moreirense FC - SC Olhanense - CD Olivais e Moscavide - UD Oliveirense - FC Oliveira Hospital - USC Paredes - GD Peniche - Portimonense SC - CDR Quarteirense | - AD Sanjoanense - Sport União Sintrense - União Lamas - União Santiago do Cacém - União de Montemor - União de Tomar - CD Torres Novas - CD Trofense - Varzim SC - Vasco da Gama AC - SC Vianense - SC Vila Real - FC Vizela |
| Terceira Divisão (108) | | | |
| - SC Alba - AD Ala-Arriba - CD Alcains - AC Alcacerense - AC Alcanenense - Amarante FC - SC Mineiro Aljustrelense - SR Almancilense - Almada AC - FC Amares - SC Angrense - GD Argus - CD Arrifanense - CR Arronchense - AA Avanca - FC Avintes - CD Beja - GD Benavente - Associação Beneditense CD - SC Borbense - GD Bragança - Real Brasfemes - CSD Câmara de Lobos - Caçadores Taipas - AC Cacém - AD Camacha - Casa Pia AC | - SC Castêlo da Maia - FC Castrense - SC Covilhã - CRP Delães - SC Esmoriz - CD Estarreja - SC Estela Portalegre - Fiães SC - AD Fundão - GD Foz Côa - Imortal DC - GD Joane - CD Gouveia - Recreativo Grandolense - GD Lagoa - CD Operário - SC Lamego - UD Lanheses - SC Leiria e Marrazes - AD Limianos - FC Lixa - GS Loures - Aliados FC Lordelo - SC Lourinhanense - SC Lusitânia - Lusitano FC Vildemoinhos - AD Machico | - FC Mãe d’Água - CD Mafra - GD Mangualde - SC Maria da Fonte - CF Marialvas - SL Marinha - FC Marinhas - Merelinense FC - CA Mirandense - FC Mogadourense - Montágua FC - CDC Montalegre - Moura AC - Naval 1º de Maio - GD Nazarenos - Neves FC - Odivelas FC - Oliveira do Bairro SC - CF Oliveira do Douro - Clube Oriental de Lisboa - Padernense Clube - Palmelense FC - Juventude Pedras Salgadas - Pedrouços AC - SC Penalva Castelo - UD Pinhelenses - Sporting Pombal | - CD Portalegrense - AD Portomosense - CD Portosantense - SC Praiense - Rebordosa AC - SC Régua - UD Rio Maior - SC Rio Tinto - Juventude Ronfe - AC Salir - SG Sacavenense - Santa Maria FC - UD Santarém - GD Samora Correia - SC Dragões Sandinenses - CD Santa Clara - AR São Martinho - AD São Pedro da Cova - AD São Vicente - FC Seixal - Sertanense FC - Silves FC - Leões Tavira - CD Tondela - União de Coimbra - Vieira SC - SC Vila Pouca |
| Distrikte (22) | | | |
| - GD Alegrienses - AR Alfandeguense - Alhandra SC - ACR Alvorense - UD Belmonte - SCE Bombarralense | - CF Caniçal - Juventude Carregosense - União Futebol Comércio e Indústria - GD Coruchense - Eléctrico Ponte de Sor - Graciosa FC | - GD de Oliveira de Frades - AD Ponte da Barca - Juventude Sabrosa - FC Serpa - CF Valadares | - GD Valpaços - CF Vasco da Gama - Estrela Vendas Novas - SC Vilar Formosa - CF Os Vilanovenses |

## 1. Runde
Teilnehmer waren die 108 Vereine aus der Terceira Divisão und 22 Vereine der Distriktverbände. Die Spiele fanden am 20. September 1992 statt.

Freilos: AC Salir und GD Valpaços
|                                    | Ergebnis  |                          |
| ---------------------------------- | --------- | ------------------------ |
| Juventude Pedras Salgadas          | 2:1       | Caçadores Taipas         |
| Palmelense FC                      | 2:0       | SC Angrense              |
| Rebordosa AC                       | 1:0       | Pedrouços AC             |
| SC Covilhã                         | 2:1       | UD Rio Maior             |
| SC Lamego                          | 3:2       | FC Lixa                  |
| Padernense Clube                   | 1:1 n. V. | AD Camacha               |
| Santa Maria FC                     | 2:0       | GD Foz Côa               |
| CD Operário                        | 1:0       | FC Serpa                 |
| Moura AC                           | 0:0 n. V. | Recreativo Grandolense   |
| Imortal DC                         | 2:0       | CF Caniçal               |
| Neves FC                           | 1:0       | FC Amares                |
| Odivelas FC                        | 2:0       | SC Borbense              |
| SC Lourinhanense                   | 2:1       | SC Penalva Castelo       |
| Oliveira do Bairro SC              | 1:0       | GD Argus                 |
| Clube Oriental de Lisboa           | 4:0       | SR Almancilense          |
| SC Lusitânia                       | 2:1       | CD Beja                  |
| Sertanense FC                      | 3:0       | Eléctrico Ponte de Sor   |
| FC Seixal                          | 3:0       | CSD Câmara de Lobos      |
| SL Marinha                         | 2:1       | AD Portomosense          |
| UD Lanheses                        | 3:1       | CDC Montalegre           |
| Vieira SC                          | 0:0 n. V. | FC Marinhas              |
| União Futebol Comércio e Indústria | 4:1       | AC Cacém                 |
| SC Mineiro Aljustrelense           | 2:1       | ACR Alvorense            |
| SC Leiria e Marrazes               | 1:0       | UD Pinhelenses           |
| Sporting Pombal                    | 2:1       | AC Alcanenense           |
| SC Maria da Fonte                  | 1:0       | GD Joane                 |
| SC Praiense                        | 2:1       | Leões Tavira             |
| SC Régua                           | 4:0       | Merelinense FC           |
| SCE Bombarralense                  | 2:1       | CR Arronchense           |
| SC Vila Pouca                      | 1:0       | CF Valadares             |
| GS Loures                          | 3:0       | Estrela Vendas Novas     |
| GD Lagoa                           | 1:0       | SG Sacavenense           |
| Almada AC                          | 0:0 n. V. | AD Machico               |
| GD Alegrienses                     | 0:0 n. V. | Juventude Sabrosa        |
| GD Samora Correia                  | 5:0       | Casa Pia AC              |
| CD Estarreja                       | 2:1       | GD Coruchense            |
| CD Gouveia                         | 3:1       | SC Estela Portalegre     |
| AD São Pedro da Cova               | 2:1       | SC Esmoriz               |
| AD Ponte da Barca                  | 2:0       | Juventude Carregosense   |
| AA Avanca                          | 3:1       | UD Santarém              |
| AC Alcacerense                     | 3:0       | CF Vasco da Gama         |
| AD Ala-Arriba                      | 3:1       | Real Brasfemes           |
| AD Limianos                        | 2:1       | AR São Martinho          |
| CD Mafra                           | 4:0       | AD São Vicente           |
| CD Arrifanense                     | 3:2       | GD Nazarenos             |
| FC Mogadourense                    | 3:2       | SC Castêlo da Maia       |
| CD Portosantense                   | 1:1 n. V. | CD Santa Clara           |
| GD Benavente                       | 3:0       | Graciosa FC              |
| GD Bragança                        | 2:0       | Juventude Ronfe          |
| FC Castrense                       | 1:0       | Silves FC                |
| Fiães SC                           | 2:1       | SC Dragões Sandinenses   |
| CRP Delães                         | 1:0 n. V. | AR Alfandeguense         |
| CF Marialvas                       | 4:0       | SC Vilar Formosa         |
| CF Oliveira do Douro               | 1:0       | SC Rio Tinto             |
| União de Coimbra                   | 2:0       | CD Tondela               |
| CF Os Vilanovenses                 | 1:0       | AD Fundão                |
| Amarante FC                        | 6:0       | FC Avintes               |
| Associação Beneditense CD          | 1:0       | Mortágua FC              |
| CD Alcains                         | 4:1       | CA Mirandense            |
| Naval 1º de Maio                   | 1:1 n. V. | Lusitano FC Vildemoinhos |
| CD Portalegrense                   | 1:0       | SC Alba                  |
| GD de Oliveira de Frades           | 1:1 n. V. | UD Belmonte              |
| GD Mangualde                       | 2:0       | Alhandra SC              |
| FC Mãe d’Água                      | 03:0 1    | Aliados FC Lordelo       |

### Wiederholungsspiele
|                          | Ergebnis |                          |
| ------------------------ | -------- | ------------------------ |
| Lusitano FC Vildemoinhos | 2:7      | Naval 1º de Maio         |
| AD Camacha               | 1:2      | Padernense Clube         |
| FC Marinhas              | 0:2      | Vieira SC                |
| Recreativo Grandolense   | 1:2      | Moura AC                 |
| UD Belmonte              | 1:4      | GD de Oliveira de Frades |
| AD Machico               | 1:2      | Almada AC                |
| CD Santa Clara           | 2:3      | CD Portosantense         |
| Juventude Sabrosa        | 3:4      | GD Alegrienses           |

## 2. Runde
Zu den 66 qualifizierten Teams aus der 1. Runde kamen 53 Vereine aus der drittklassigen Segunda Divisão B hinzu.

Freilos: AD Fafe
|                          | Ergebnis  |                                    |
| ------------------------ | --------- | ---------------------------------- |
| FC Barreirense           | 2:0       | CDR Quarteirense                   |
| Ermesinde SC             | 2:1       | SC Lusitânia                       |
| FC Infesta               | 3:2       | CD Gouveia                         |
| FC Maia                  | 0:0 n. V. | CD Arrifanense                     |
| FC Mogadourense          | 2:1       | SCE Bombarralense                  |
| FC Marco                 | 2:0       | SC Leiria e Marrazes               |
| União de Coimbra         | 2:0       | GD Mealhada                        |
| CF Marialvas             | 2:0       | CD Portalegrense                   |
| CD Olivais e Moscavide   | 3:1       | SC Mineiro Aljustrelense           |
| CD Mafra                 | 1:0       | GD Alegrienses                     |
| CD Portosantense         | 1:0       | RD Águeda                          |
| CD Torres Novas          | 1:0       | AD Ponte da Barca                  |
| CD Trofense              | 1:0       | Vieira SC                          |
| FC Oliveira Hospital     | 2:0       | SC Vila Real                       |
| FC Vizela                | 3:0       | GD Peniche                         |
| Moura AC                 | 2:1       | SC Vila Pouca                      |
| Moreirense FC            | 1:0       | Leça FC                            |
| Naval 1º de Maio         | 1:0       | UR Mirense                         |
| Neves FC                 | 2:0       | Palmelense FC                      |
| Portimonense SC          | 2:0       | Anadia FC                          |
| Odivelas FC              | 1:0       | CD Estarreja                       |
| Lusitano VRSA            | 3:1       | Juventude Pedras Salgadas          |
| Lusitano GC Évora        | 2:0       | AC Alcacerense                     |
| GD Benavente             | 1:0       | SC Praiense                        |
| Fiães SC                 | 3:0       | FC Seixal                          |
| GD Bragança              | 1:0       | FC Castrense                       |
| GD Mangualde             | 2:0       | Santa Maria FC                     |
| Juventude Évora          | 1:0       | AC Malveira                        |
| CD Lousanense            | 4:0       | GD Samora Correia                  |
| CD Fátima                | 2:1       | SL Fanhões                         |
| União Santiago do Cacém  | 1:0       | AD Limianos                        |
| Vasco da Gama AC         | 2:1       | GD Valpaços                        |
| AA Avanca                | 2:1       | SC Maria da Fonte                  |
| União de Tomar           | 4:0       | CF Oliveira do Douro               |
| SL Marinha               | 4:2       | Imortal DC                         |
| SC Olhanense             | 8:0       | CRP Delães                         |
| Sporting Pombal          | 3:1       | União Futebol Comércio e Indústria |
| Sertanense FC            | 2:0       | CD Alcains                         |
| AC Marinhense            | 1:0       | GD Lagoa                           |
| Sport União Sintrense    | 4:1       | CD Operário                        |
| Atlético CP              | 4:1       | Oliveira do Bairro SC              |
| Caldas SC                | 3:0       | UD Lanheses                        |
| AC Salir                 | 2:1       | AD Sanjoanense                     |
| Almada AC                | 1:0       | SC Lourinhanense                   |
| Amarante FC              | 3:1       | SC Covilhã                         |
| AD Ala-Arriba            | 2:0       | CF Os Vilanovenses                 |
| AD Lousada               | 1:1 n. V. | SC Freamunde                       |
| AD Esposende             | 6:0       | GS Loures                          |
| Académico de Viseu FC    | 2:1       | SC Vianense                        |
| Varzim SC                | 2:1       | União de Montemor                  |
| USC Paredes              | 1:0       | AD São Pedro da Cova               |
| CD Montijo               | 2:0       | SC Régua                           |
| UD Oliveirense           | 5:0       | Padernense Clube                   |
| Rebordosa AC             | 2:2 n. V. | Lusitânia Lourosa                  |
| AD Guarda                | 5:0       | FC Mãe d’Água                      |
| Clube Oriental de Lisboa | 1:0       | União Lamas                        |
| FC Alverca               | 0:0 n. V. | Associação Beneditense CD          |
| O Elvas CAD              | 4:2       | SC Lamego                          |
| CF Esperança Lagos       | 2:0       | GD de Oliveira de Frades           |

### Wiederholungsspiele
|                           | Ergebnis |              |
| ------------------------- | -------- | ------------ |
| CD Arrifanense            | 1:3      | FC Maia      |
| Associação Beneditense CD | 1:3      | FC Alverca   |
| SC Freamunde              | 0:3      | AD Lousada   |
| Lusitânia Lourosa         | 0:1      | Rebordosa AC |

## 3. Runde
Qualifiziert waren die 60 Teams aus der 2. Runde und die 18 Vereine aus der zweitklassigen Segunda Divisão de Honra. Die Spiele fanden am 1. November 1992 statt.
|                          | Ergebnis  |                          |
| ------------------------ | --------- | ------------------------ |
| Louletano DC             | 2:0       | AD Lousada               |
| Lusitano GC Évora        | 4:1       | FC Maia                  |
| Moura AC                 | 1:0       | USC Paredes              |
| Leixões SC               | 2:0       | Académico de Viseu FC    |
| Juventude Évora          | 3:2       | SC União Torreense       |
| FC Infesta               | 5:1       | Lusitano VRSA            |
| FC Penafiel              | 2:1       | Rebordosa AC             |
| FC Vizela                | 1:0       | Fiães SC                 |
| Odivelas FC              | 2:0       | Sporting Pombal          |
| GD Benavente             | 0:1       | Rio Ave FC               |
| União Santiago do Cacém  | 3:0       | AC Salir                 |
| Vasco da Gama AC         | 1:0       | Desportivo Aves          |
| Vitória Setúbal          | 0:0 n. V. | Naval 1º de Maio         |
| União de Tomar           | 1:0       | Imortal DC               |
| UD Oliveirense           | 3:0       | AA Avanca                |
| SC Campomaiorense        | 2:2 n. V. | Sport União Sintrense    |
| Sertanense FC            | 2:0       | Varzim SC                |
| União Leiria             | 2:0       | União de Coimbra         |
| FC Barreirense           | 1:0       | CD Torres Novas          |
| FC Alverca               | 2:1       | FC Felgueiras            |
| Caldas SC                | 2:1       | AC Marinhense            |
| CD Fátima                | 1:0       | GD Mangualde             |
| CD Feirense              | 1:0       | AD Guarda                |
| Benfica e Castelo Branco | 5:0       | CD Portosantense         |
| Atlético CP              | 1:0       | CD Montijo               |
| AD Fafe                  | 3:0       | Portimonense SC          |
| Amarante FC              | 1:0       | GD Bragança              |
| Amora FC                 | 1:0       | Almada AC                |
| CD Lousanense            | 2:0       | Moreirense FC            |
| Nacional Funchal         | 0:0 n. V. | FC Oliveira Hospital     |
| União Madeira            | 3:2       | AD Ovarense              |
| O Elvas CAD              | 1:1 n. V. | CD Mafra                 |
| Ermesinde SC             | 3:1       | AD Esposende             |
| CF Marialvas             | 2:1       | Clube Oriental de Lisboa |
| CF Estrela Amadora       | 5:0       | FC Marco                 |
| CD Olivais e Moscavide   | 3:0       | SC Olhanense             |
| CD Trofense              | 4:1       | FC Mogadourense          |
| CF Esperança Lagos       | 1:0       | Neves FC                 |
| Académica de Coimbra     | 5:0       | AD Ala-Arriba            |

### Wiederholungsspiele
|                       | Ergebnis |                   |
| --------------------- | -------- | ----------------- |
| Sport União Sintrense | 2:4      | SC Campomaiorense |
| CD Mafra              | 2:3      | O Elvas CAD       |
| FC Oliveira Hospital  | 1:2      | Nacional Funchal  |
| Naval 1º de Maio      | 0:6      | Vitória Setúbal   |

## 4. Runde
Zu den 39 qualifizierten Teams aus der 3. Runde kamen die 18 Vereine der Primera Divisão hinzu. Die Spiele fanden am 29. November 1992 statt.

Freilos: FC Porto
|                      | Ergebnis  |                          |
| -------------------- | --------- | ------------------------ |
| Rio Ave FC           | 3:2       | GD Estoril Praia         |
| Sporting Braga       | 2:0       | Ermesinde SC             |
| Odivelas FC          | 1:0       | Sertanense FC            |
| Juventude Évora      | 1:0       | Gil Vicente FC           |
| FC Penafiel          | 3:1       | SC Espinho               |
| GD Chaves            | 1:0       | SC Farense               |
| SC Campomaiorense    | 2:0       | União Santiago do Cacém  |
| CD Feirense          | 1:0       | Marítimo Funchal         |
| Vitória Setúbal      | 5:0       | Vasco da Gama AC         |
| Vitória Guimarães    | 2:1       | FC Vizela                |
| União Leiria         | 2:1       | UD Oliveirense           |
| FC Barreirense       | 0:1       | Sporting Lissabon        |
| SC Salgueiros        | 5:0       | Leixões SC               |
| FC Paços de Ferreira | 6:1       | Benfica e Castelo Branco |
| FC Infesta           | 6:0       | Nacional Funchal         |
| CD Fátima            | 3:0       | Amarante FC              |
| Boavista Porto       | 3:2       | FC Famalicão             |
| Atlético CP          | 2:0       | Lusitano GC Évora        |
| Amora FC             | 1:0       | União de Tomar           |
| CD Lousanense        | 2:1       | CF Marialvas             |
| CD Trofense          | 1:0       | AD Fafe                  |
| FC Alverca           | 4:1       | SC Beira-Mar             |
| União Madeira        | 3:2       | Caldas SC                |
| CF Estrela Amadora   | 4:0       | O Elvas CAD              |
| Belenenses Lissabon  | 2:0       | Moura AC                 |
| CF Esperança Lagos   | 1:0       | CD Olivais e Moscavide   |
| Louletano DC         | 0:1       | Benfica Lissabon         |
| Académica de Coimbra | 3:2 n. V. | FC Tirsense              |

## 5. Runde
Qualifiziert waren die 29 Sieger der 4. Runde. Die Spiele fanden am 27. Dezember 1992 statt.

Freilos: Sporting Braga
|                      | Ergebnis  |                      |
| -------------------- | --------- | -------------------- |
| FC Porto             | 4:0       | Juventude Évora      |
| FC Penafiel          | 2:1       | CF Esperança Lagos   |
| Odivelas FC          | 1:0       | SC Salgueiros        |
| Sporting Lissabon    | 2:0       | Académica de Coimbra |
| Vitória Guimarães    | 2:1       | SC Campomaiorense    |
| Vitória Setúbal      | 1:0       | União Leiria         |
| FC Paços de Ferreira | 2:1       | União Madeira        |
| FC Alverca           | 1:0       | Atlético CP          |
| Amora FC             | 0:0 n. V. | GD Chaves            |
| CD Fátima            | 3:2       | CD Trofense          |
| Belenenses Lissabon  | 2:0       | CD Lousanense        |
| CF Estrela Amadora   | 2:0       | CD Feirense          |
| Rio Ave FC           | 1:3       | Benfica Lissabon     |
| FC Infesta           | 0:2       | Boavista Porto       |

### Wiederholungsspiel
|           | Ergebnis |          |
| --------- | -------- | -------- |
| GD Chaves | 1:2      | Amora FC |

## Achtelfinale
Qualifiziert waren die 15 Sieger der 5. Runde. Die Spiele fanden am 16. und 17. Januar 1993 statt.

Freilos: Amora FC
|                    | Ergebnis  |                      |
| ------------------ | --------- | -------------------- |
| Sporting Lissabon  | 3:2       | CD Fátima            |
| Vitória Guimarães  | 1:0       | Belenenses Lissabon  |
| FC Porto           | 1:1 n. V. | Benfica Lissabon     |
| Sporting Braga     | 1:1 n. V. | FC Penafiel          |
| CF Estrela Amadora | 1:0       | FC Paços de Ferreira |
| FC Alverca         | 2:1       | Odivelas FC          |
| Boavista Porto     | 1:0       | Vitória Setúbal      |

### Wiederholungsspiel
|                  | Ergebnis |                |
| ---------------- | -------- | -------------- |
| FC Penafiel      | 1:2      | Sporting Braga |
| Benfica Lissabon | 2:0      | FC Porto       |

## Viertelfinale
Qualifiziert waren die 8 Sieger des Achtelfinals. Die Spiele fanden am 3. Februar 1993 statt.
|                   | Ergebnis |                    |
| ----------------- | -------- | ------------------ |
| Vitória Guimarães | 2:1      | CF Estrela Amadora |
| FC Alverca        | 0:3      | Sporting Lissabon  |
| Benfica Lissabon  | 5:0      | Amora FC           |
| Boavista Porto    | 1:0      | Sporting Braga     |

## Halbfinale
Die Spiele fanden am 14. April und 6. Mai 1993 statt.
|                   | Ergebnis  |                  |
| ----------------- | --------- | ---------------- |
| Sporting Lissabon | 0:1 n. V. | Boavista Porto   |
| Vitória Guimarães | 1:2       | Benfica Lissabon |

## Finale
| Paarung          | Benfica Lissabon – Boavista Porto |
| Ergebnis         | 5:2 (2:1) |
| Datum            | 10. Juni 1993 um 17:00 Uhr |
| Stadion          | Estádio Nacional, Oeiras |
| Schiedsrichter   | Veiga Trigo |
| Tore             | 1:0 Vítor Paneira (32.) 2:0 João Pinto (35.) 2:1 Marlon Brandão (45.) 3:1 Paulo Futre (48.) 3:2 José Tavares (57.) 4:2 Paulo Futre (70.) 5:2 Rui Águas (88.)                                                                   |
| Benfica Lissabon | Neno – António Veloso , Carlos Mozer, William, Stefan Schwarz – Vítor Paneira (77. Hélder), Paulo Sousa, Rui Costa (77. Isaías), João Pinto – Paulo Futre, Rui Águas Cheftrainer: Toni                                         |
| Boavista Porto   | Zoran Lemajić – Paulo Sousa (46. Ricky), António Nogueira, José Garrido, António Caetano (70. Nelson Bertollazzi) – Rui Casaca , Rui Bento, José Tavares, Bobó Djalo – Marlon Brandão, Artur Oliveira Cheftrainer: Manuel José |
| Gelbe Karten     | Paulo Futre – Zoran Lemajić, Bobó Djalo |
| Platzverweise    | keine – José Garrido |